# Canja a Doentes
El Canja a Doentes es un plato típico de la región de Figueira da Foz que fue servido por primera vez a Arthur Wellesley en los primeros días de agosto de 1808, según cuentan cuando estableció sus tropas en Armazéns de Lavos (Cerca de Figueira da Foz) cuando iba a luchar contra Napoleón. La receta originaria fue enviada mediante carta a su esposa y se conoce hoy en día debido a que aparece en la biografía que ella misma escribe. El nombre completo de este plato es: Canja de Galinha à "Doentes".

## Ingredientes
El principal ingrediente de este mítico plato es la carne de gallina asada con una combinación de Chouriço y carne de cerdo. 